# Meehania urticifolia
Meehania urticifolia là một loài thực vật có hoa trong họ Hoa môi. Loài này được (Miq.) Makino mô tả khoa học đầu tiên năm 1899.

## Hình ảnh

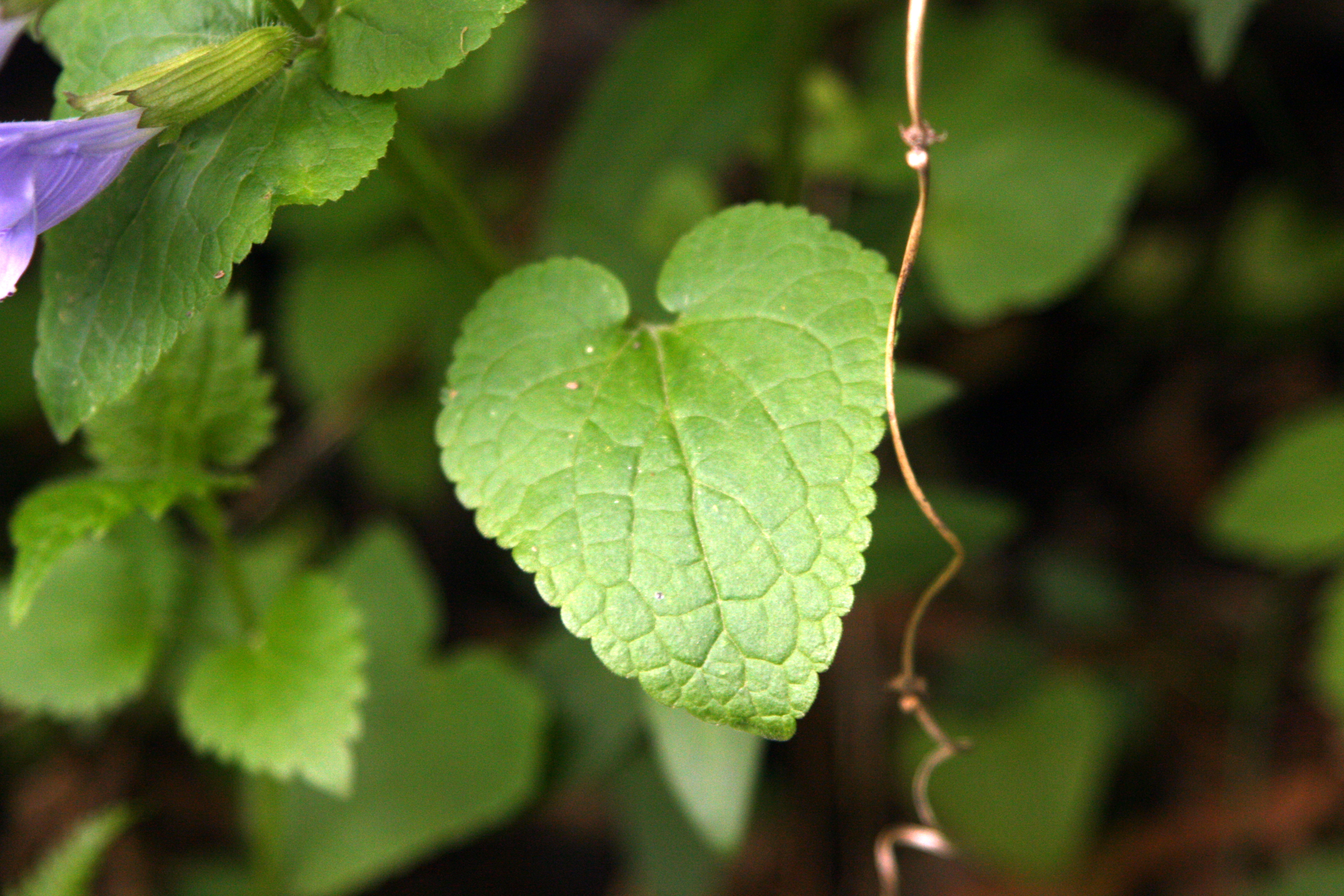
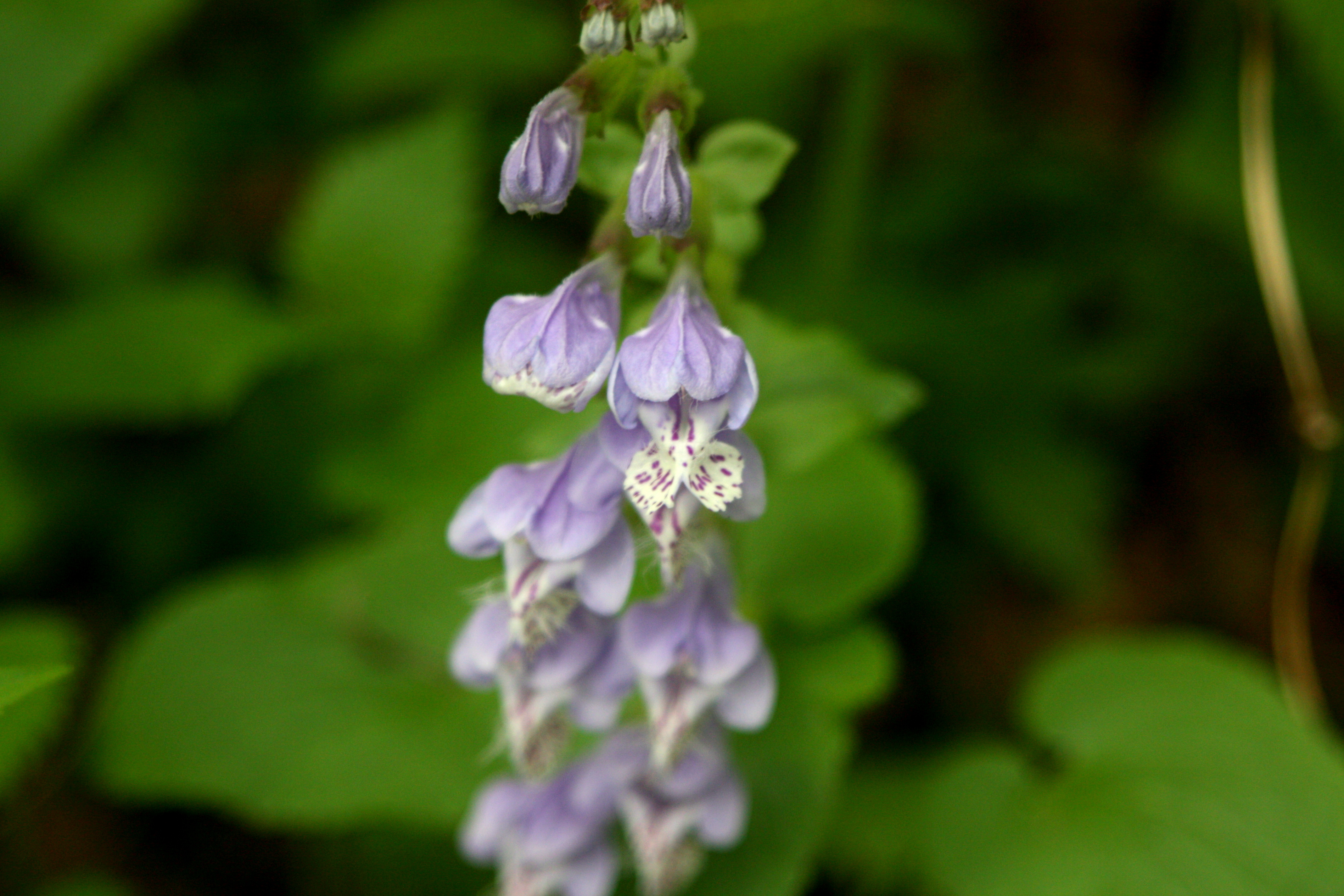
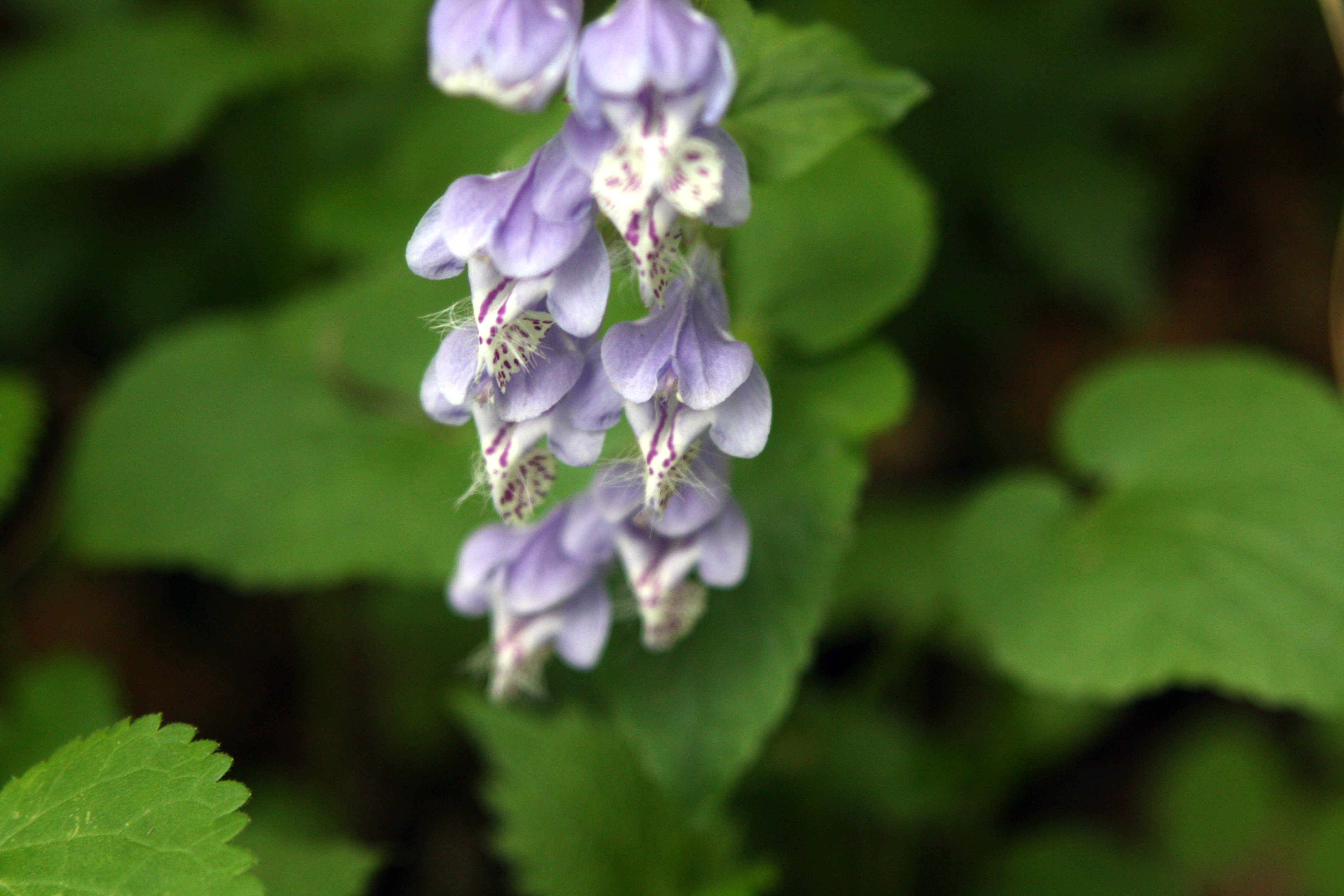
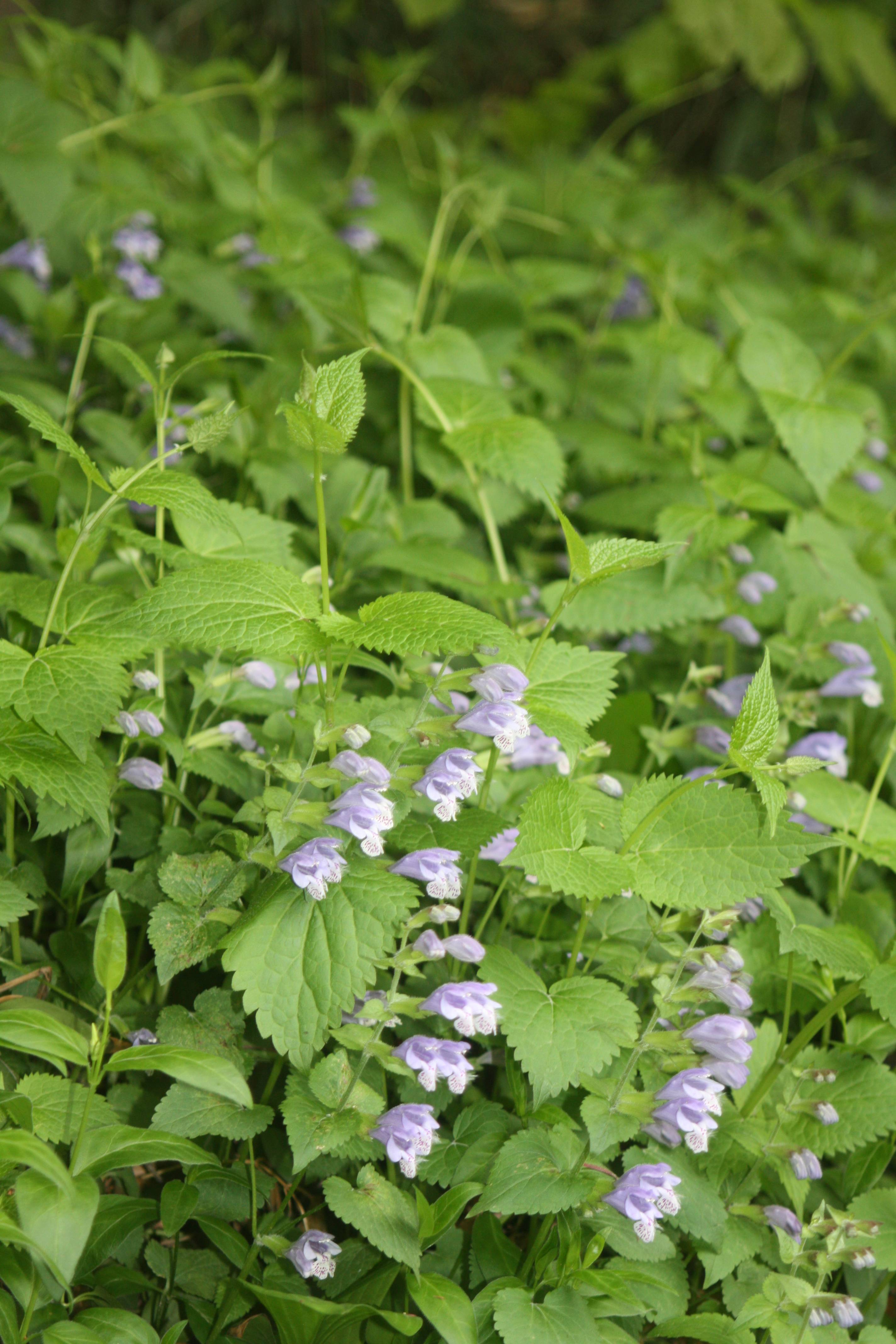